# Robert Berić
Robert Berić (* 17. Juni 1991 in Krško) ist ein slowenischer Fußballspieler.

## Vereinskarriere
Berić begann seine Karriere in seiner Geburtsstadt beim NK Krško. Nach einigen Jahren in der Jugend und seinem Debüt in der ersten Mannschaft wechselte er zu Interblock Ljubljana, für den er im Oktober 2008 in der höchsten Spielklasse, der Prva Liga, debütierte. Sein erstes Tor erzielte er bei einem 3:0-Sieg gegen NK Primorje im Dezember 2008. Nach zwei Jahren, 34 Spielen und zwölf Toren wechselte Berić aus der Hauptstadt zum slowenischen Serienmeister NK Maribor. Dort machte er in drei Jahren 90 Spiele und 24 Tore in der slowenischen Liga und wurde in allen drei Jahren Meister. International machte Berić unter anderem durch Tore gegen Lazio Rom und Tottenham Hotspur in der UEFA Europa League auf sich aufmerksam. Im Juni 2013 wechselte Berić nach Österreich zum SK Sturm Graz. Sein Trainer bei NK Maribor, Darko Milanič, war im selben Sommer nach Graz gegangen; mit Unterstützung des Milliardärs Frank Stronach, der die Ablösesumme in Höhe von rund einer Million Euro übernahm, wurde Berić verpflichtet, was angesichts Stronachs Kandidatur bei der Nationalratswahl in Österreich 2013 eher zwiespältig gesehen wurde. Nach einem Jahr wurde der Stürmer an den Ligakonkurrenten SK Rapid Wien abgegeben, bei dem er sich schnell in das Team integrierte und rasch einen Stammplatz im Angriff hatte. Am Ende der Transferperiode im Sommer 2015 wechselte Berić von Rapid Wien zum französischen Rekordmeister AS Saint-Étienne für rund 5,5 Millionen Euro. Zur Saison 2017/18 wurde er an den belgischen Rekordmeister RSC Anderlecht ausgeliehen. In der Winterpause kehrte er allerdings nach Saint-Étienne zurück. Im Januar 2020 wechselte Berić mit einem Zweijahresvertrag und einer Verlängerungsoption für ein weiteres Jahr in die USA zu Chicago Fire. Hier erzielte er in 53 MLS-Spielen insgesamt 19 Treffer, doch nach der Saison 2021 verließ er den Verein wieder. Am 15. April 2022 verpflichtete ihn dann Tianjin Jinmen Tiger aus der Chinese Super League.

## Nationalmannschaft
Nach zahlreichen Einsätzen in diversen Jugendnationalteams debütierte Berić im November 2012 gegen Mazedonien für die slowenische A-Nationalmannschaft. Bis 2019 absolvierte er insgesamt 25 Partien und traf dabei zwei Mal.

## Erfolge
- Slowenischer Pokalsieger: 2009, 2012, 2013
- Slowenischer Meister: 2011, 2012, 2013